# جمعية كشافة أوغندا
جمعية كشافة أوغندا هي المنظمة الكشفية الوطنية في أوغندا. أصبحت الجمعية عضوا في المنظمة العالمية للحركة الكشفية في عام 1964. وتضم الجمعية 116465 عضو (اعتبارا من 2011).

## روابط خارجية
- جمعية كشافة أوغندا